# Gradius Origins
Gradius Origins, auch bekannt als Gradius Origin Collection (jap.: グラディウス オリジン コレクション, Guradiusu Orijin Korekushon) in Japan, ist ein von M2 entwickeltes und von Konami veröffentlichtes Kompilationspaket, das sechs Titel der Gradius- und Salamander-Reihe enthält, darunter auch Regionalversionen der meisten Titel. Das Paket enthält auch den neuen Titel Salamander III. Es erschien am 7. August 2025 für PC (Steam), PlayStation 5, Xbox Series X und Series S sowie Nintendo Switch.
Gradius Origins enthält die folgenden Videospiele:
- Gradius (1985)
- Life Force / Salamander (1986)
- Gradius II: Gofer No Yabou (1988)
- Gradius III (1989)
- Salamander 2 (1996)
- Salamander III (2025)

## Überblick
Diese Sammlung enthält 18 Versionen der sieben Arcade-Spiele der Gradius- und Salamander-Reihe, darunter auch die Erstveröffentlichung von Gradius III AM Show Version auf Heimkonsolen.
Die Spiele wurden um nützliche neue Funktionen wie Speicherstände, die Rückspulfunktion und den Unbesiegbar-Modus erweitert. Im neuen Trainingsmodus können Sie Einstellungen wie Neustartpunkte, Anzahl der Schleifen und den Status von Power-Ups anpassen, um Ihre Fähigkeiten zu verbessern. Außerdem gibt es eine Galerie mit In-Game-Musik, verschiedenen Bildern aus jedem Titel und vielem mehr.

## Rezeption
Gradius Origins erhielt überwiegend positive Rezensionen. Das österreichische Videospielportal Gamers.at lobt die Quality-of-Life-Verbesserungen, wie die Möglichkeit jederzeit zu speichern oder zurückzuspulen.

„Mit Gradius Origins hat Konami einen Pflichtkauf für Fans klassischer Shoot’em Ups (aka Shmups) veröffentlicht“

Laut Forbes sei die Sammlung sowohl für Einsteiger, als auch für Hardcore-Fans des Genres geeignet. Polygon kommt zu dem Schluss, dass es sich um eine wunderschöne sorgfältig gestaltete Hommage an die Serie handle.